# Håkan Karlsson
Håkan Karlsson, född 1955, är en svensk före detta professionell ishockeyspelare (forward).